# 姚桐寿
姚桐壽（?—?），字樂年，自號桐江釣叟。睦州人。
元惠宗年間人。至元中曾擔任餘乾教授，之後避難于海鹽，著有《樂郊私語》。該書后收入《四庫全書》。